# Ask Me Why
Ask Me Why (englisch für: Frag mich warum) ist ein Lied der britischen Band The Beatles, das 1963 als B-Seite der Single Please Please Me und auf ihrem gleichnamigen Debütalbum veröffentlicht wurde. Komponiert wurde es von John Lennon und Paul McCartney und unter der Autorenangabe Lennon/McCartney veröffentlicht.

## Hintergrund
John Lennon und Paul McCartney komponierten das Lied im Frühling 1962, es basiert aber hauptsächlich auf den musikalischen Ideen von Lennon. Ask Me Why wurde vom Smokey Robinson Lied What’s So Good About Goodbye beeinflusst.
Am 11. Juni 1962 spielten die Beatles live Ask Me Why bei der BBC-Radio-Show Teenager’s Turn – Here We Go, die Übertragung der Sendung erfolgte am 15. Juni 1962.

## Aufnahme
Am 6. Juni 1962, zwischen 19 und 22 Uhr, hatten John Lennon, Paul McCartney, George Harrison und Pete Best einen Vorspieltermin in den Londoner Abbey Road Studios, bei dem die Gruppe vor den Parlophone-Produzenten George Martin und Ron Richards auftrat. Die Beatles spielten die Lieder Besame Mucho, Love Me Do, P.S. I Love You und Ask Me Why, von denen die ersten beiden Lieder im November 1995 auf dem Kompilationsalbum Anthology 1 veröffentlicht wurden, die Aufnahmen der beiden anderen Lieder, so auch Ask Me Why wurden wohl gelöscht. Norman Smith war der Toningenieur der Aufnahmen.
Die zweite Single der Beatles mit den Liedern Please Please Me und Ask Me Why wurde am 26. November 1962 eingespielt. Als drittes Lied wurde am gleichen Tag Tip of My Tongue eingespielt, George Martin war aber mit dem Arrangement unzufrieden, sodass es von den Beatles nicht veröffentlicht wurde. Toningenieur war wieder Norman Smith. Die Abmischung der Single erfolgte am 30. November 1962 in Mono.
Den 25. Februar 1963 verbrachte George Martin damit, ohne die Beatles, die Aufnahmen neu abzumischen, Please Please Me und Ask Me Why erhielten eine neue Mono- und auch eine Stereoabmischung.
Besetzung
- John Lennon: Rhythmusgitarre, Gesang
- Paul McCartney: Bass, Gesang
- George Harrison: Leadgitarre, Gesang[1]
- Ringo Starr: Schlagzeug

## Veröffentlichungen
- Am 11. Januar 1963 erschien in Großbritannien und am 2. Februar 1964 in den USA Ask Me Why als B-Seite des Liedes Please Please Me.
- Am 22. März 1963 erschien Ask Me Why auf dem ersten Beatles-Album Please Please Me. In Deutschland wurde das Album unter dem Titel Die Beatles (Die zentrale Tanzschaffe der weltberühmten Vier aus Liverpool) am 6. Februar 1964 veröffentlicht.
- Am 28. Januar 1964 erschien in Deutschland die Single Misery / Ask Me Why, die Platz 37 in den deutschen Charts erreichte.
- Am 7. Februar 1964 wurde in Großbritannien die EP All My Loving veröffentlicht, auf der sich Ask Me Why befindet.
- In den USA wurde Ask Me Why auf dem dortigen Debütalbum Introducing… The Beatles (zweite Version) am 10. Februar 1964 veröffentlicht.
- In den USA presste die Plattenfirma Vee Jay Records die Promotion-Single Ask Me Why/Anna für US-amerikanische Radiostationen.[2]
- Am 8. April 1977 wurde eine Liveversion von Ask Me Why auf dem Album Live! at the Star-Club in Hamburg, Germany; 1962 veröffentlicht.
- Für BBC Radio nahmen die Beatles unter Livebedingungen vier weitere Fassungen von Ask Me Why auf, von denen die Aufnahme vom 3. September 1963, im Studio Five, BBC Maida Vale, auf dem Album On Air – Live at the BBC Volume 2 am 8. November 2013 erschien.[3]

## Coverversionen
- The Smithereens – B-Sides The Beatles [4]